# 祖父江町郷土資料館
祖父江町郷土資料館（そぶえちょう きょうどしりょうかん）は、かつて愛知県稲沢市祖父江町上牧下川田にあった博物館。

## 歴史
祖父江町役場だった建物を改修し、1987年（昭和62年）に開館した。
2021年（令和3年）、祖父江生涯学習センター「ソブエル」に集約される形で閉館した。

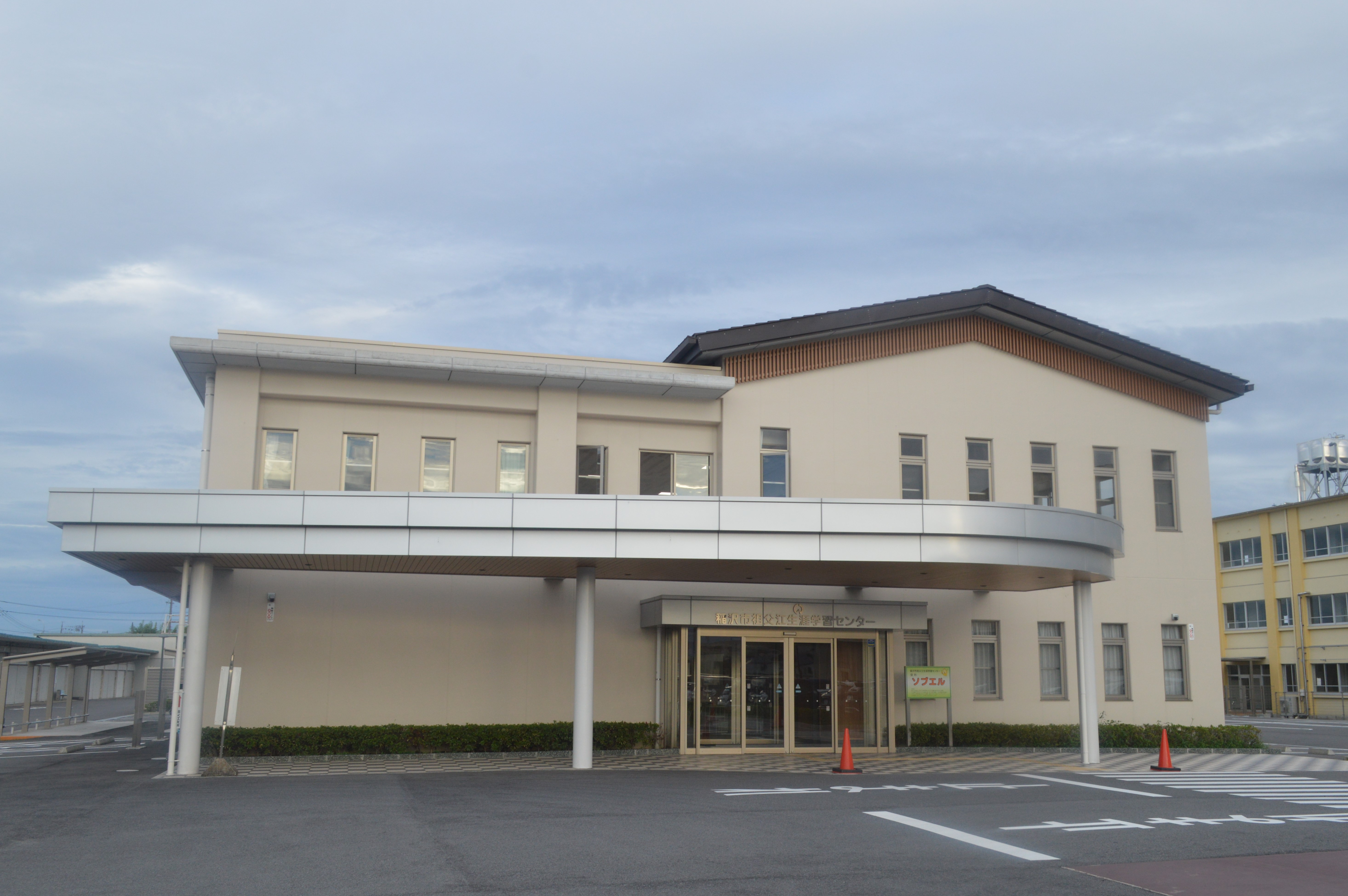
郷土に関する展示スペースが設置された祖父江生涯学習センター「ソブエル」

## 展示
尾張地方西部に発達したとみられる篭風呂の展示、祖父江町の地下の構造とボーリング資料、踏鋤（ふみすき）という田畑を起すための農具、なぐり鎌というおもりのついた鎌、郵便物輸送用人車の現物展示、ゼンマイ式ハエ取り器「ハイトリック」の内部構造まで公開した詳細展示などがあった。また、愛知県指定無形民俗文化財の「虫送り」や、祖父江町出身の文豪や学者に関する資料もあった。

## 利用案内
- 休館日
  - 月曜、祝日、年末年始
- 開館時間
  - 9:00～16:00
- 入館料
  - 無料

## 交通アクセス
- 名鉄尾西線「森上駅」より徒歩約15分。
- 名鉄尾西線「森上駅」より稲沢市コミュニティバス「祖父江支所」バス停下車、徒歩約1分。